# سيسيل لاك
سيسيل لاك (بالإنجليزية: Cecil Lake)‏ (22 نوفمبر 1965 في المملكة المتحدة - ) هو مدرب كرة قدم ولاعب كرة قدم بريطاني في مركز حراسة المرمى. شارك مع منتخب مونتسرات لكرة القدم. أما مع النوادي، فقد لعب مع Ideal SC ‏.

## وصلات خارجية
- سيسيل لاك على موقع ناشيونال فوتبول تيمز (الإنجليزية)